# Acequia Aynadamar

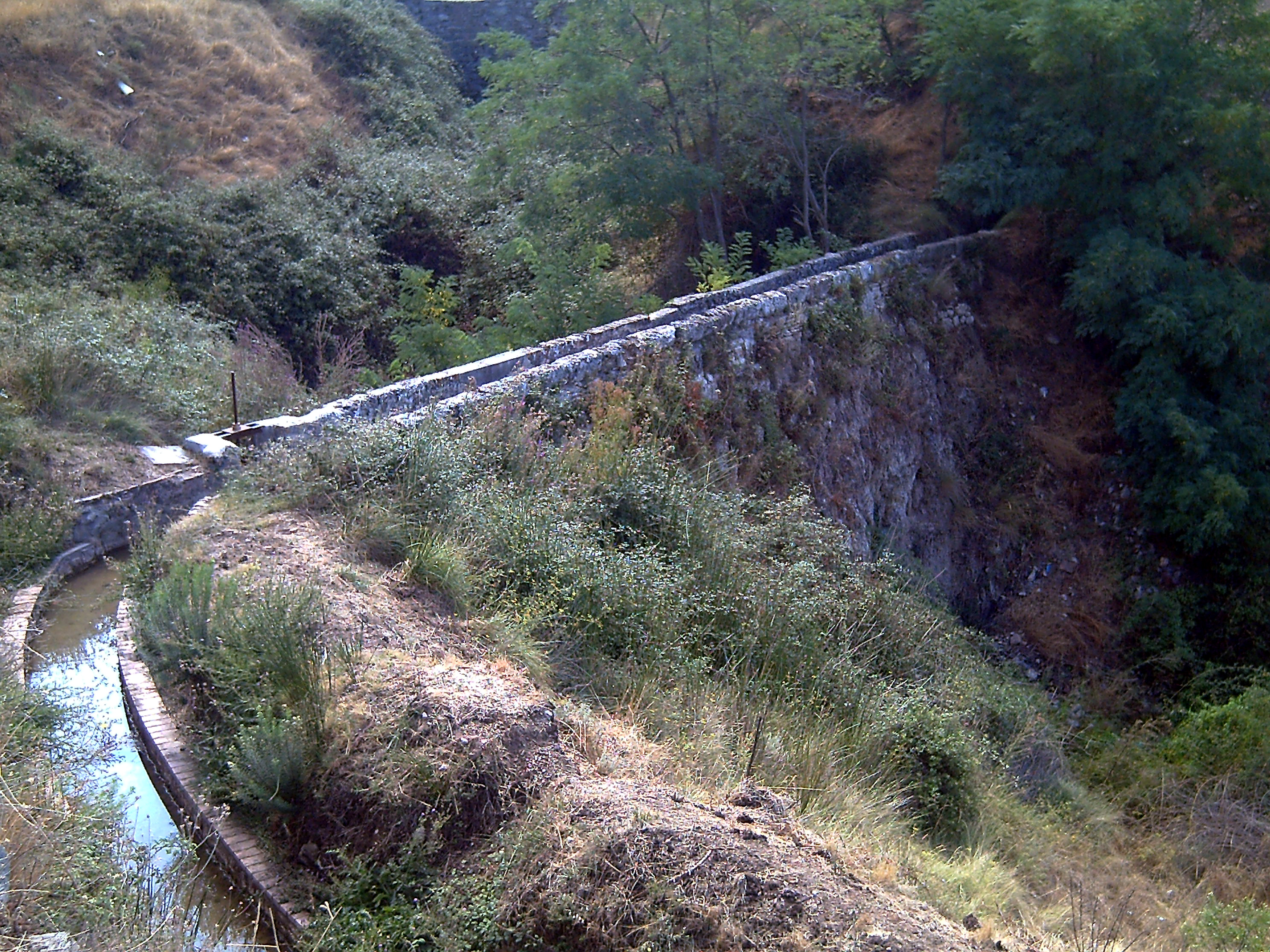
Acequia Aynadamar, entre los términos de Alfacar y Víznar

La acequia Aynadamar es una acequia de época zirí anterior al siglo XI, mencionada ya por el historiador y político del al-Ándalus Ibn al-Jatib, encauzada a través de los municipios españoles de Alfacar, Víznar y Granada.

## Construcción
Renovada y reconstruida por los andalusíes la mayor parte de la infraestructura hidráulica entre los años 1013 y 1090 por mandato del último rey de la dinastía de la Taifa Zirí Abd Allah ibn Buluggin a su visir, Abu Mu Ammal; la técnica de la acequia romana se aprovechó para canalizar el agua de la fuente homónima (actual Fuente Grande) en Alfacar, y utilizando esas largas conducciones serpenteantes adaptadas a la orografía del terreno de la Sierra de la Alfaguara, el recorrido se salpica de pequeños puentes de mampostería y ladrillo que servían de paso hacia los campos a la vez que evitaban la mezcla de las lluvias con el agua de la acequia. Recogida el agua se transportaba deslizándose desde los niveles de terreno elevado hasta otro de menor altitud manteniendo la pendiente a través de los  10 kilómetros del recorrido para controlar el caudal de forma regular, a fin de abastecer de forma estable del líquido elemento a la localidad de Víznar y principalmente a la ciudad zirí de Granada, pues Alfacar no tenía derecho a su aprovechamiento. El agua subterráneamente llegaba a la alberca y partidor principal del pago de Manflor, antes de la puerta de Fajalauza. La red hídrica, no surtía de agua a los domicilios privados, aunque existían tomaderos o cauchiles y atanores que desviaban y conducían el agua a casas particulares, un ramal principal y dos secundarios intramuros distribuían el preciado líquido por el actual barrio del Albaicín entre sus veintiocho aljibes, siendo el ramal de la calle del Agua el que abastecía al hammam más importante del arrabal.

## Toponimia
La palabra "Aynadamar" viene del árabe عين الدمعة ʿayn ad-damaʿa y está compuesta por عين ʿayn ('ojo' y, por extensión, 'fuente' o 'manantial') y دمعة damaʿa (lágrimas), (Ain Addamai); quizá porque en su manantial se ven unas pequeñas burbujas que suben lentamente desde el fondo a la superficie en forma de lágrimas, en Fuente Grande o Fuente de las Lágrimas, el agua aflora de la tierra, es una surgencia de aguas subterráneas que proceden del llamado acuífero de las sierras de Padul y Lapeza, que abarca una enorme extensión, desde el Parque natural de Sierra de Huétor y Alfacar hacia Cogollos Vega, Güéjar Sierra, y el río Bermejo que está situado entre Pórtugos y Pitres, que nace en la confluencia de los barrancos de la Chorrera y del Jabalí, a unos 1.750 m. de altitud y, el Valle de Lecrín.

## Trazado

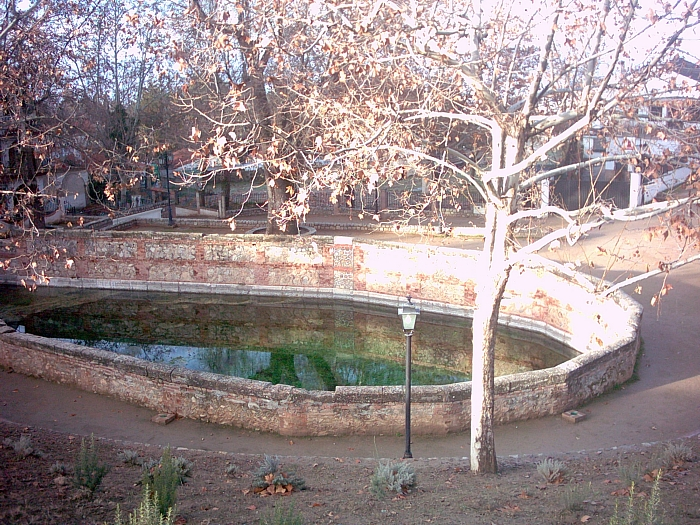
Fuente Grande, parte del trazado de la acequia.

El trazado de la acequia que todavía se utiliza, está realizado con muros de argamasa revestidos con mortero de cal. En fechas no tan lejanas incluso llegaba hasta 'Plaza Larga' construida en 1576 y convertida en el centro neurálgico del barrio granadino del Albaicín, en donde conformaba un sifón para que el agua tomara suficiente presión y elevarla hasta el nivel del Alcazaba Cadima. La conducción se mantuvo en uso tras la toma de la ciudad granadina por las tropas castellanas comandadas por los Reyes Católicos en 1492, y a lo largo de ese recorrido abastecía a los aljibes existentes, ramificándose hasta Puerta Elvira y llegado abastecer al monasterio de San Jerónimo hasta conectar con la acequia de San Juan o de Axares, ramal procedente del río Darro en la zona baja de la ciudad. Actualmente, solo llega hasta la cercana pedanía de El Fargue (Granada), habiéndose perdido el resto del recorrido por entubamiento hasta la ciudad de la Alhambra, siendo visible únicamente en el tramo continuo comprendido desde su origen en Fuente Grande (Alfacar) hasta el núcleo urbano de la localidad de Víznar (margen derecho de la carretera dirección Alfacar-Víznar), que aunque está fuera de servicio se conserva el trazado en su estado original debido a que en 1994, se llevó a cabo una obra de reconstrucción y limpieza, para continuar pasando por diferentes molinos como el de las Pasaderas, el Molino Alto, el de la Venta o el Molino Bajo. Históricamente, las pérdidas de agua de esta acequia eran el principal aporte al caudal del río Beiro y del río Juncaril, conocido anteriormente como Jalimar. 
Por Real Cédula de 2 de octubre de 1501, los Reyes Católicos creaban el Juzgado de Aguas, y el 15 de octubre de ese año, las Ordenanzas de Granada, que regulaba el suministro y distribución de aguas por parroquias, días y horas.
Está incoada como Bien de Interés Cultural, y consta inscrita en el Catálogo General del Patrimonio Histórico Andaluz. A pesar de su valor patrimonial y protección que goza la zona del nacimiento de la milenaria obra, no cuenta con ningún tipo de señalización que indique que se trata de un bien histórico como zona arqueológica. Tras una denuncia realizada el mes de julio de 2013, la sección de Medio Ambiente y Urbanismo de la Fiscalía Provincial de Granada abre una investigación por los daños observados en la destrucción de uno de los puentes que protegía la canalización.